# Salix integra
Salix integra — вид квіткових рослин із родини вербових (Salicaceae).

## Морфологічна характеристика
Це кущ до 3 метрів заввишки; кора сірувато-зелена. Листки супротивні чи майже так, іноді в кільцях по 3; Листкова ніжка коротка; Листкова пластинка еліптично-довгаста, 2–5 × 1–2 см, обидві поверхні блідо-зелені, голі, край цільний або дистально гостро-зубчастий, верхівка коротко загострена. Сережки 1–2(2.5) см, з листочками при основі. Чоловіча квітка: тичинок 2; пиляки червоні чи тьмяно-червоні. Коробочка 2–3 мм, волосиста.

## Середовище проживання
Внутрішня Монголія, Японія, Корея, Примор'я. Населяє береги річок, вологі луки.